# Азербайджанское высшее военно-морское училище

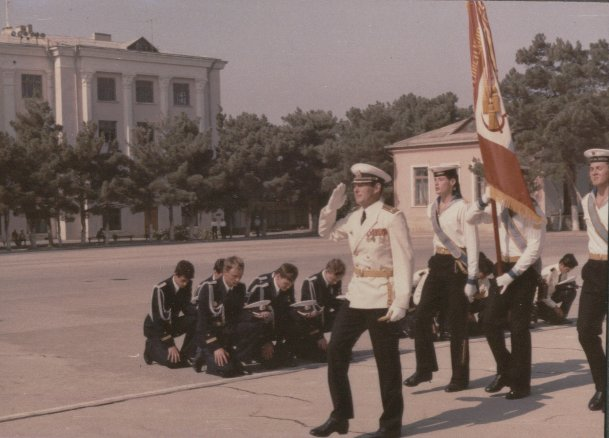
Выпуск иностранных военнослужащих (Фольксмарине ВС ГДР) в Каспийском высшем военно-морском училище имени С. М. Кирова.

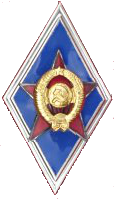
Нагрудный знак для лиц, окончивших высшие военно-учебные заведения Вооружённых Сил СССР — высших военных училищ и военных институтов.

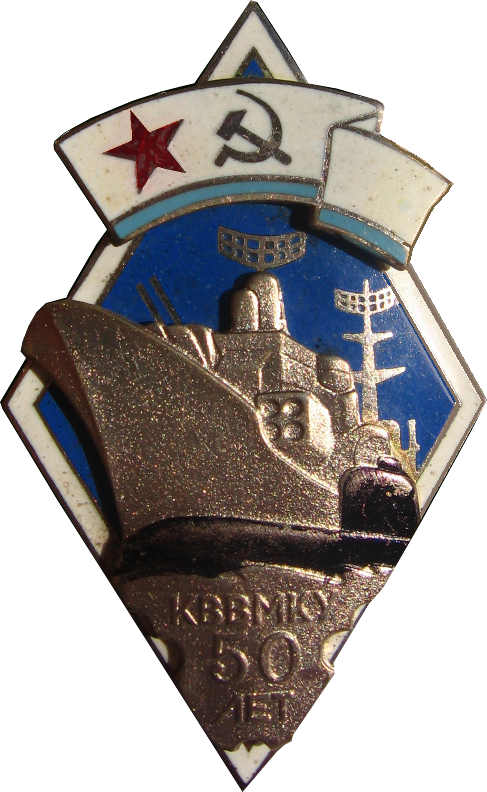
Нагрудный знак, 50 лет КВВМКУ.

Азербайджанское высшее военно-морское училище (азерб. Azərbaycan Ali Hərbi Dənizçilik Məktəbi) — военное учебное заведение, располагающееся в Баку. В советское время оно называлось Каспийское высшее военно-морское Краснознамённое училище имени С. М. Кирова.

## История
Основано 9 декабря 1939 года в г. Баку. 4 марта 1945 года училищу от имени Президиума Верховного Совета СССР было вручено Боевое Знамя училища. 9 декабря 1954 года училищу было присвоено имя Сергея Мироновича Кирова. 22 февраля 1968 года училище было награждено орденом Красного Знамени. В июне 1992 года состоялся последний 50-й выпуск КВВМУ.
После распада СССР Указом Президента Республики Азербайджан от 3 июля 1992 года училище было переведено под юрисдикцию вновь образованного государства. Фактически училище было передано новым властям 18 июля 1992 года, после чего директивой ГШ ВМФ от 10 сентября 1992 года Каспийское ВВМУ имени С. М. Кирова было расформировано, а личный состав переведён в другие военно-морские училища России. При этом большинство офицеров и курсанты штурманского факультета продолжили службу и учёбу в ВВМУ имени М. В. Фрунзе.
На базе училища было создано Азербайджанское высшее военно-морское училище.
С 2008 года в училище будут обучаться курсанты из Казахстана, по специальности «морское оружие».

## Начальники училища
- июнь 1939 — апрель 1940 — комдив Буриченков, Георгий Андреевич
- апрель 1940 — ноябрь 1941 — капитан 2 ранга, затем капитан 1-го ранга Сухиашвили, Константин Давидович
- ноябрь 1941 — август 1942 — контр-адмирал Зуйков, Николай Иванович
- август 1942 — июнь 1944 — капитан 1-го ранга (с 27.01.1951 — контр-адмирал) Сухиашвили, Константин Давидович
- июнь 1944 — апрель 1949 — контр-адмирал Голубев-Монаткин, Иван Фёдорович
- апрель 1949 — март 1951 — контр-адмирал (с 22.02.1963 — вице-адмирал) Ванифатьев, Александр Герасимович
- март 1951 — ноябрь 1961 — контр-адмирал Рамишвили, Семён Спиридонович
- ноябрь 1961 — февраль 1963 — контр-адмирал Дроздов, Николай Михайлович
- февраль 1963 — сентябрь 1966 — контр-адмирал Акимов, Фёдор Яковлевич
- февраль 1967 — октябрь 1970 — контр-адмирал Тимченко, Георгий Павлович
- октябрь 1970 — июнь 1974 — вице-адмирал Степанов, Георгий Фёдорович
- июнь 1974 — декабрь 1975 — капитан 1 ранга (с 25.04.1975 — контр-адмирал) Глебов, Евгений Павлович
- декабрь 1975 — ноябрь 1985 — контр-адмирал (с 10.02.1981 — вице-адмирал) Архипов, Василий Александрович
- ноябрь 1985 — июль 1987 — контр-адмирал Акатов, Альберт Васильевич
- июль 1987 — июль 1992 — контр-адмирал (с 1990 — вице-адмирал) Жданов, Леонид Иванович
- 1992—1993 — контр-адмирал Гусейнов, Эдуард Газанфар оглы
- 1993—1995 — капитан 1-го ранга Мирзоев, Джан-Мирза Исмаил оглы
- 1995—2010 — капитан 1-го ранга, доктор исторических наук Алиев, Нурулла Ариф оглы
- 2010—н. в. — капитан 1-го ранга Фикрет Меликов

## Выпускники

### Герои Советского Союза
- Агафонов, Георгий Матвеевич
- Афанасьев, Алексей Иванович
- Балтин, Эдуард Дмитриевич
- Бувин, Борис Петрович
- Булыгин, Владимир Константинович
- Воробьёв, Константин Иванович
- Голубев, Дмитрий Николаевич
- Гуляев, Иван Иванович
- Гуманенко, Владимир Поликарпович
- Дубяга, Иван Романович
- Жильцов, Лев Михайлович
- Игнатов, Николай Константинович
- Леонов, Виктор Николаевич — дважды Герой Советского Союза
- Марков, Анатолий Сергеевич
- Павлов, Борис Тимофеевич
- Паламарчук, Георгий Михайлович
- Поляков, Василий Васильевич
- Райкунов, Александр Васильевич
- Решетов, Сергей Никитович
- Соколов, Михаил Андрианович
- Сорокин, Анатолий Иванович
- Шабалин, Александр Осипович — дважды Герой Советского Союза
- Швачко, Яков Яковлевич
- Чернавин, Владимир Николаевич

### Герои Российской Федерации
- Кузьмин, Сергей Викторович
- Терехов, Владимир Юрьевич
- Угрюмов, Герман Алексеевич
- Сомов, Константин Юрьевич

Герои Абхазии
- Алиев, Али Минкаилович

### Командующие флотами (родами войск)
- Арутюнян, Вагаршак Варназович — генерал-лейтенант, министр обороны Армении
- Балтин, Эдуард Дмитриевич — адмирал, командующий Черноморским флотом (1993—1996)
- Гуринов, Георгий Николаевич — адмирал, командующий Тихоокеанским флотом (1993—1994)
- Ерофеев, Олег Александрович — адмирал, командующий Северным флотом (1992—1999)
- Иванов, Владимир Леонтьевич — генерал-полковник, командующий Военно-космическими силами (1992—1996)
- Косов, Анатолий Михайлович — вице-адмирал, командующий Балтийским флотом (1975—1978)
- Ndue Jaku[алб.][3][4] Главнокомандующий Военно-морскими силами Албании
- Чернавин, Владимир Николаевич — адмирал флота, Главнокомандующий ВМФ СССР (1985—1992)
- Капитанец, Иван Матвеевич — адмирал флота, 1-й заместитель Главнокомандующего ВМФ СССР (1988—1992)
- Касумбеков, Гамид Габиб оглы — вице-адмирал, командующий Краснознамённой Каспийской флотилией (1977—1984)
- Павлович, Александр — командующий ВМС Латвии
- Рувейс, Абдалла Али Муджаввар — командующий ВМС и войсками береговой обороны Йемена
- Скуратов, Иван Сидорович — генерал-полковник, командующий Береговыми войсками ВМФ (1993—1995)
- Май, Суан Винь — вице-адмирал, командующий ВМС СРВ (1994—1999)
- До, Суан Конг — вице-адмирал, командующий ВМС СРВ (2000—2004)
- Нгуэн, Ван Хьен — адмирал, командующий ВМС СРВ (2004—2015), заместитель министра обороны, командующий ВМС СРВ (2011—2015)
- Фам, Хоай Нам — вице-адмирал, командующий ВМС СРВ (2015—н. в.), выпускник 1990 года
- Юсубов, Фуад Габиш оглы — капитан 1-го ранга, командующий ВМС Азербайджана (1995—1999), заместитель министра обороны Азербайджана (до 1999)
- Сержанин, Вячеслав Михайлович — вице-адмирал, начальник береговой охраны ПС ФСБ России (с 2004 до 2006)